# Araucana (hönsras)

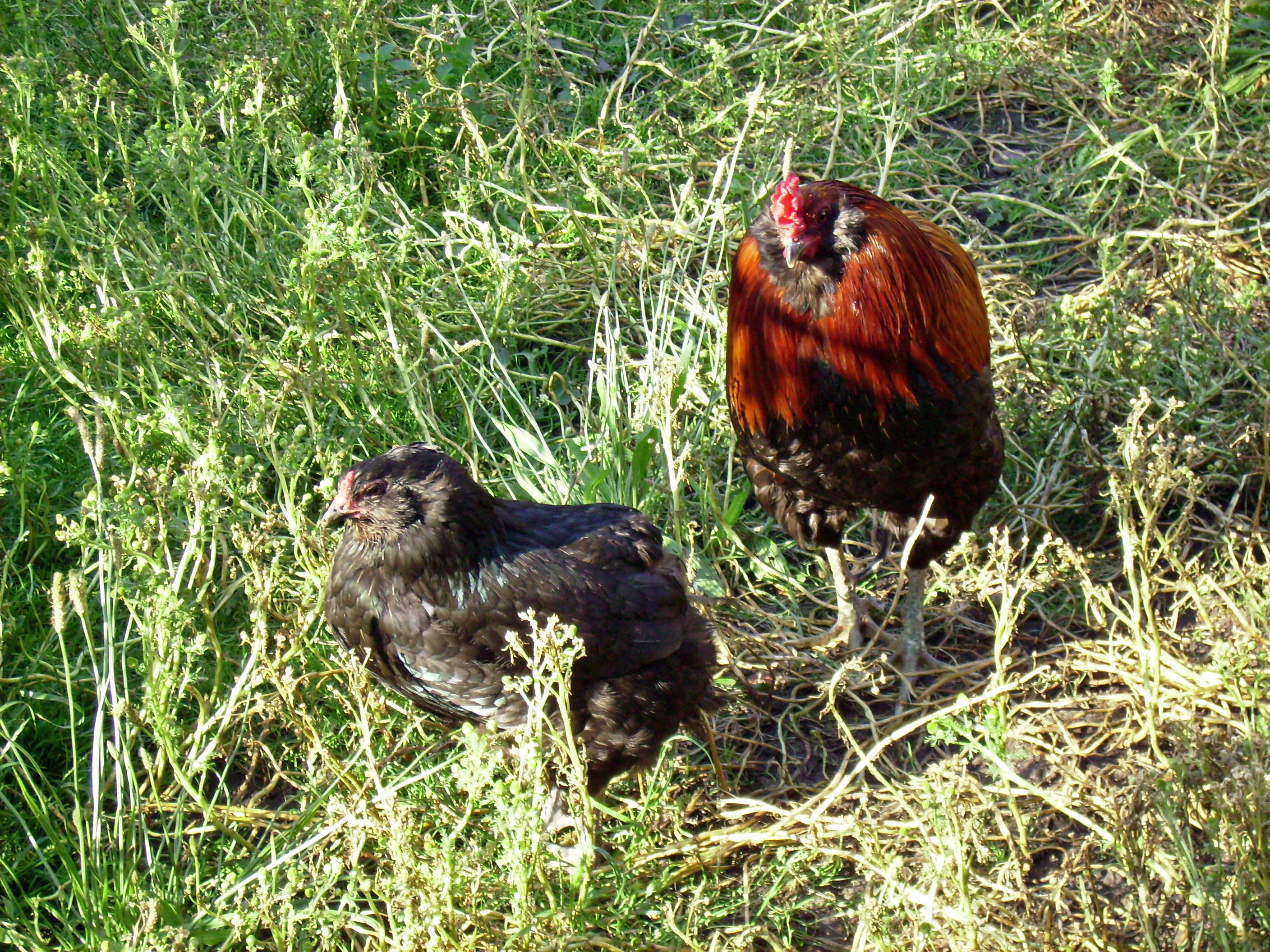
Araucana, här syns avsaknaden av stjärtfjädrar på en svart höna och vildfärgad tupp.

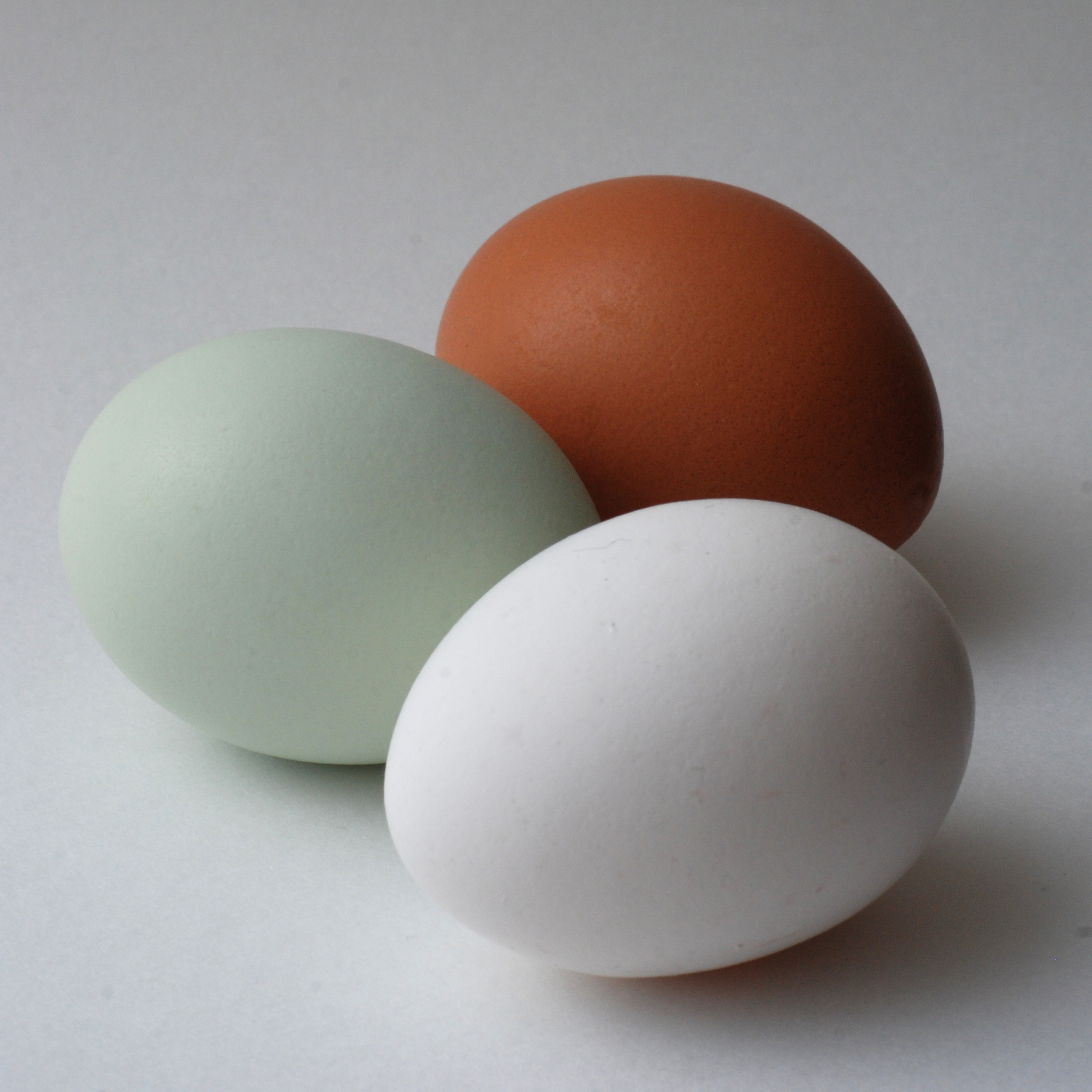
Ägg av araucana (mitten), här syns den typiska turkosa färgen jämfört med ett vitt och ett brunt ägg.

Araucana är en lätthönsras från Chile som togs till Europa på 1500-talet. Den är uppkallad efter ett folkslag i Chile, araukanerna. Rasen kännetecknas av att den saknar stjärtfjädrar och av att dess ägg är turkosa. Helst ska den även ha utstående fjädrar, likt en liten tofs eller kvast, vid öronskivorna. En dvärgvariant av araucanan togs fram i Tyskland.
Rasen är en bra värpare men kan ha ett stridslystet temperament. Till sitt sätt är den lite vildfågelaktig och den är bra på att flyga. Om den hålls i hönsgård utan hönsnät över är det inte ovanligt att den flyger ur inhägnaden och den sätter sig gärna högt för att sova.
En höna väger omkring 2 kilogram och en tupp väger 2-2,5 kilogram. För dvärgvarianten är vikten för en höna cirka 650 gram och för en tupp 700 gram. En stor höna värper ägg som väger ungefär 65 gram och hönor av dvärgvarianten värper ägg som väger ungefär 25 gram.
Hönorna har stark ruvlust och ruvar villigt fram kycklingar, dock är de mindre noga med att se efter dem.

## Färger
- Blå
- Blå/viltfärgad
- Guldhalsad
- Pärlgrå
- Silverhalsad
- Svart
- Tvärrandig
- Vetefärgad
- Viltfärgad
- Vit